# Laisvallby
Laisvallby är en by belägen vid sjön Laisan i Arjeplogs socken i Arjeplogs kommun, Norrbottens län. Byn ligger cirka 4 kilometer söder om det före detta gruvsamhället Laisvall, och cirka 40 kilometer (bilväg) väster om centralorten Arjeplog. Statistiska centralbyrån avgränsade 1995 och 2000 en småort i byn som benämndes Laisvallby.

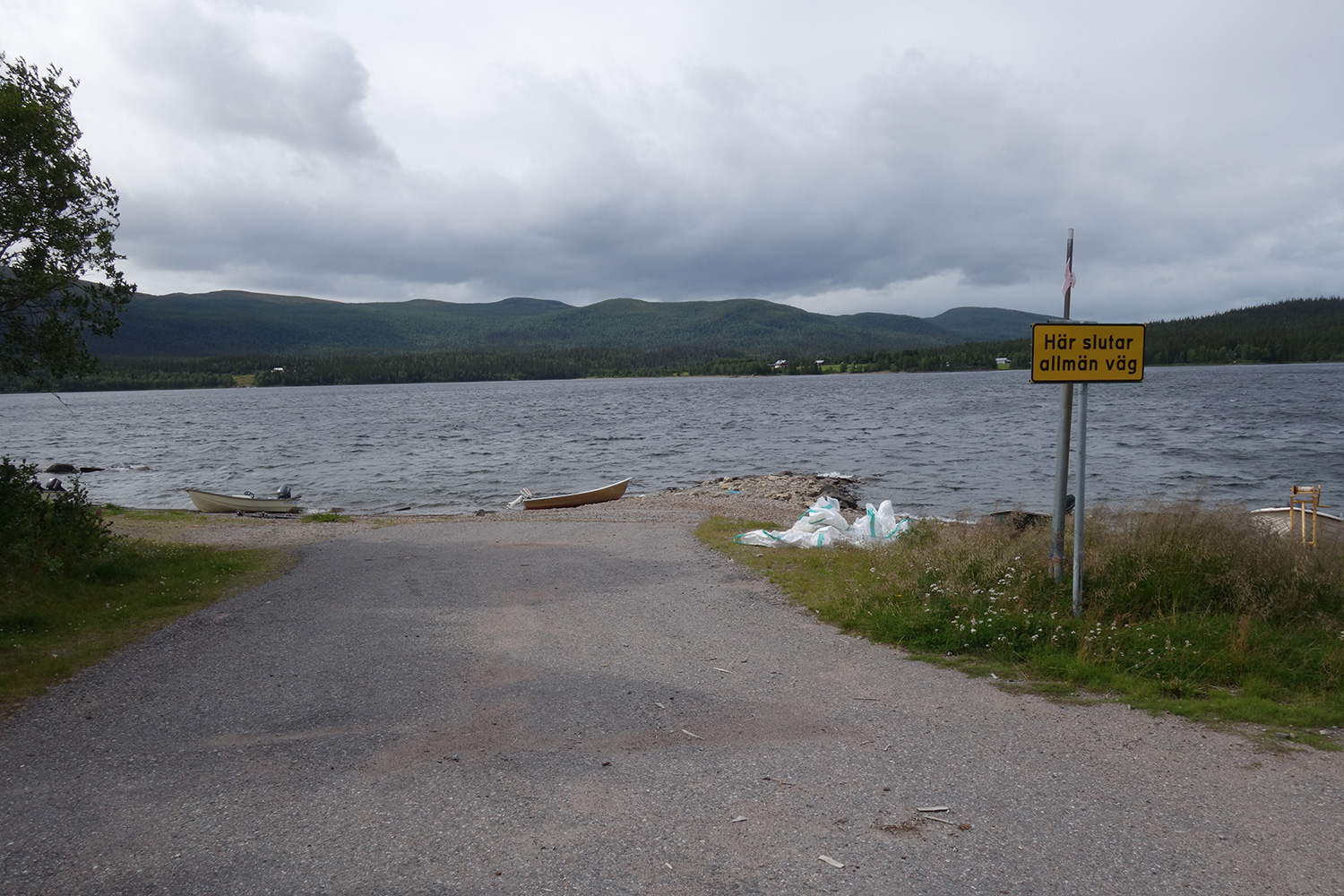
Båtrampen vid Laisan, med Västra Laisvall på andra sidan sjön.

Det går en vägslinga runt i byn. Den allmänna vägen går ned till Laisans strand där platsen för ett nedlagt sågverk passeras och en båtramp bredvid går ner i Laisan, som utgör en del av Laisälven. Laisälven rinner ca 85 km söderut samman med Vindelälven ca 10 km norr om Sorsele. På andra sidan Laisan ligger Västra Laisvall som saknar vägförbindelse. Om man korsar Laisan sydväst ut från byn når man ett fjäll som heter Niebsurte 924 meter över havet. En vandrings- och scooterled från Laisvallby går västerut till Ammarnäs ca 45km, där Kungsleden också ansluter norrifrån Adolfström. 
I den gamla byn har förutom den nedlagda sågen också funnits ett par livsmedelsaffärer, ett snickeriföretag och en taxirörelse.
Vid småortsavgränsningen 1995 utgjorde andelen obebodda fritidshusfastigheter i småorten mer än 50 % av samtliga fastigheter.

## Historia
Byn insynades  först 1781 under namnet Laisvall av NASA-fjällsbolaget. Efter långdragna förhandlingar med NASA-fjällsbolaget kunde David Olofsson Lestander från Båtsjaur insyna Laisvall som sitt boställe 1796. Bebyggelsen växte fram på båda sidor av Laisan. Boliden AB startade gruvdrift 1941 några kilometer längre norrut utefter Laisan på platsen "Skorro" (efter Skorroholmen i Laisan). Generalpoststyrelsen beslutade 1941 emellertid att postombudet vid Laisvalls Gruva skulle upphöra och ersättas av en ny poststation i det nya gruvsamhället och benämnas Laisvall samt överta namnet från den gamla 1700-talsbyn 4 km söderut. Den östra sidan av det gamla Laisvall fick då namnet Laisvallby, medan  västra sidan Laisan vid byn fortfarande kallas Västra Laisvall. På senare tid har gruvsamhället skyltats med tillnamnet Lajsogedde. Någon giedde (samiska för naturvall) har dock aldrig funnits i det gamla Skorro enligt de gamla markägarna i byn söderut, däremot tallbevuxen blockterräng. Naturlig vall har däremot alltid funnits och finns i det som ursprungligen hette Laisvall och sedan 1941 Laisvallby. Byn utveckling skildras i boken "Laisvallby 200 år" som utgavs 1996 då byn firade sitt 200-årsjubileum.

### Befolkningsutveckling

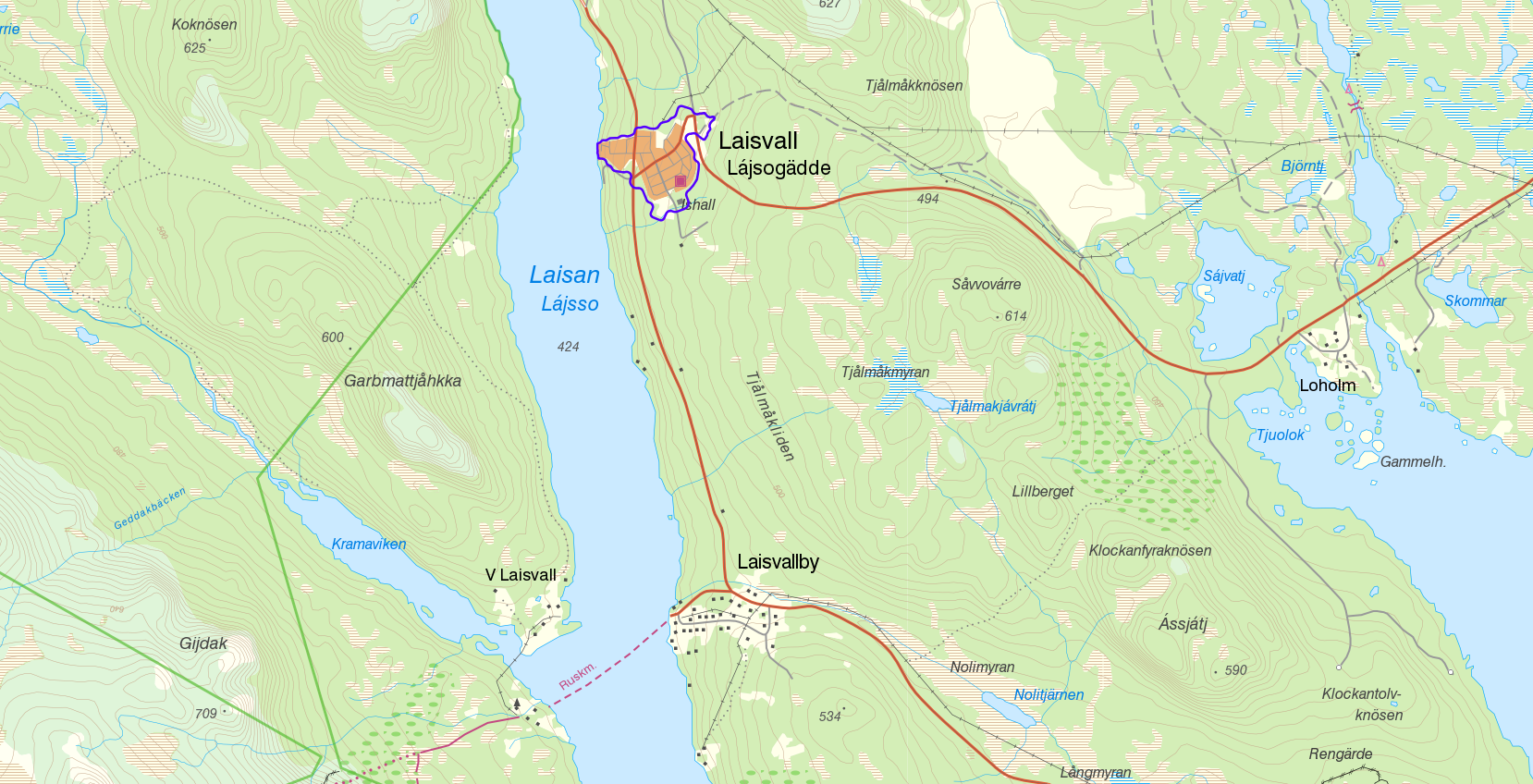
Laisvallby och Västra Laisvall samt den norr om dessa belägna småorten Laisvall (lila gräns) vid småortsavgränsningen 2015. Bakgrundskarta från Lantmäteriet, skala 1:30 236.

| Befolkningsutvecklingen i Laisvallby 1990–2000                                                                                        | Befolkningsutvecklingen i Laisvallby 1990–2000 | Befolkningsutvecklingen i Laisvallby 1990–2000 | Befolkningsutvecklingen i Laisvallby 1990–2000 | Befolkningsutvecklingen i Laisvallby 1990–2000 |
| --- | ---------------------------------------------- | ---------------------------------------------- | ---------------------------------------------- | ---------------------------------------------- |
| |                                                |                                                |                                                |                                                |
| År |                                                |                                                | Folkmängd                                      | Areal (ha)                                     |
| 1990 | 1990                                           |                                                | 48                                             | 28##                                           |
| 1995 | 1995                                           |                                                | 55                                             | 28#                                            |
| 2000 | 2000                                           |                                                | 55                                             | 29#                                            |
| Anm.: Ny småort 1995. Ej småort 2005. # Som småort. ## Befolkningen 31 december 1990 inom det område som avgränsades som småort 1995. |                                                |                                                |                                                |                                                |